# 1900 en Suisse
Chronologie de la Suisse
- 1896
- 1897
- 1898
- 1899
- 1900
- 1901
- 1902
- 1903
- 1904

Chronologie de la Suisse
1899 en Suisse - 1900 en Suisse - 1901 en Suisse

## Gouvernement au1erjanvier 1900
- Conseil fédéral[1]
  - Walter Hauser (PRD), président de la Confédération
  - Ernst Brenner (PRD), vice-président de la Confédération
  - Joseph Zemp (PDC)
  - Eduard Müller (PRD)
  - Adolf Deucher (PRD)
  - Robert Comtesse (PRD)
  - Marc-Emile Ruchet (PRD)

## Évènements
Lundi 1er janvier 
- La première Caisse Raiffeisen de Suisse débutait ses activités à Bichelsee (TG).

 Dimanche 25 février 
- L’anarchiste italien Luigi Luccheni, auteur de l’assassinat de l’impératrice Sissi en 1898 à Genève, commet une tentative de meurtre sur le directeur de la prison.

 Jeudi 1er mars 
- Le canton de Genève édicte un règlement sur la circulation automobile limitant la vitesse à 8 km/h en ville et 30 km/h dans les campagnes.

 Vendredi 30 mars 
- Entrée en vigueur de la première loi fédérale sur les dessins et modèles industriels.

 Dimanche 1er avril 
- Première liaison téléphonique entre Lausanne et Paris.

 Mercredi 18 avril 
- Mise à l’eau, sur le Lac Léman du vapeur Lausanne.

 Mardi 1er mai 
- La Bibliothèque nationale suisse, à Berne, ouvre son service de prêt au public.

 Mercredi 2 mai 
- Ouverture du Gymnase de La Chaux-de-Fonds (NE), qui s’appelait jusqu’ici l’Ecole industrielle.

 Samedi 5 mai 
- Inauguration du Chemin de fer Aigle-Leysin (VD).

 Dimanche 20 mai 
- Votations fédérales. Le peuple rejette, par 341 914 non (69,8 %) contre 148 035 oui (30,2 %), la loi fédérale sur l'assurance contre les maladies et les accidents, et sur l'assurance militaire.

 Samedi 26 mai 
- Fondation à Berne de l'Alliance des sociétés féminines suisses.

 Dimanche 17 juin 
- Le village de Wiler, dans le Lötschental (VS) est entièrement détruit par un incendie.

 Samedi 30 juin 
- Fondation de l’Association des musiciens suisses.

 Mardi 24 juillet 
- Mise en service du funiculaire Vevey – Chardonne – Mont Pèlerin (VD).

 Mercredi 25 juillet 
- Débuts de la première école de recrues d’aérostiers à Berne.

 Samedi 28 juillet 
- Le Département de justice et police du canton de Genève interdit la feuille anarchiste « Le Réveil ».

 Vendredi 3 août 
- Le premier ballon captif militaire prend son envol au-dessus de la place d’armes de Berne.

 Samedi 4 août 
- Début de la Fête fédérale de gymnastique à La Chaux-de-Fonds (NE).

 Vendredi 24 août 
- Fondation à Lausanne, de la Société suisse d’aérostation, issue de l’Ecole suisse d’aérostation.

 Jeudi 4 octobre 
- Achèvement du monument dédié au chien Barry, au col du Grand-Saint-Bernard.

 Dimanche 4 novembre 
- Votations fédérales. Le peuple rejette, par 244 666 non (59,1 %) contre 169 008 oui (40,9 %), l’Initiative populaire « Élection proportionnelle pour les membres du Conseil national ».
- Votations fédérales. Le peuple rejette, par 270 522 non (65,0 %) contre 145 926 oui (35,0 %), l’Initiative populaire « Élection du Conseil fédéral par le peuple et augmentation du nombre des membres de cette autorité ».

 Vendredi 9 novembre 
- Ouverture de l’asile de Bel-Air, à Genève.
- Inauguration à Lausanne du monument dédié à Alexandre Vinet.

 Samedi 1er décembre 
- Recensement fédéral de la population. La Suisse compte 3 315 443 habitants.

## Décès
- 5 janvier : Gustave Adolf Hasler, entrepreneur, pionnier de la construction d'appareils téléphoniques, à Berne, à l’âge de 69 ans.
- 6 janvier : Conrad Cramer-Frey, président de l'Union suisse du commerce et de l'industrie, à Zurich, à l’âge de 65 ans.

- 3 avril : Ernest Francillon, industriel, à Saint-Imier (BE), à l’âge de 65 ans.
- 10 avril : Ami Girard, avocat et officier, qui prit la tête des républicains neuchâtelois lors du renversement du régime monarchique, à Renan (BE), à l’âge de 81 ans.

- 28 juillet : Bernhard Simon, architecte, fondateur de la station thermale de Bad Ragaz (SG), à Baden-Baden (Allemagne), à l’âge de 84 ans.

- 19 septembre : Aimé Humbert-Droz, ancien recteur de l’Académie de Neuchâtel, à Neuchâtel, à l’âge de 81 ans.

- 29 octobre : Frédéric Godet, professeur de théologie, à Neuchâtel, à l’âge de 78 ans.

- 23 décembre: Casimir Folletête, avocat et journaliste, à Porrentruy (JU), à l’âge de 67 ans.